# Bovines Serumalbumin
Bovines Serumalbumin (BSA, synonym Rinderserumalbumin) ist ein Protein aus dem Blutserum des Hausrindes (Bos taurus). Aufgrund der geringen Kosten wird es in der Biochemie für verschiedene Zwecke verwendet, wenn ein beliebiges reines Protein benötigt wird.

## Eigenschaften

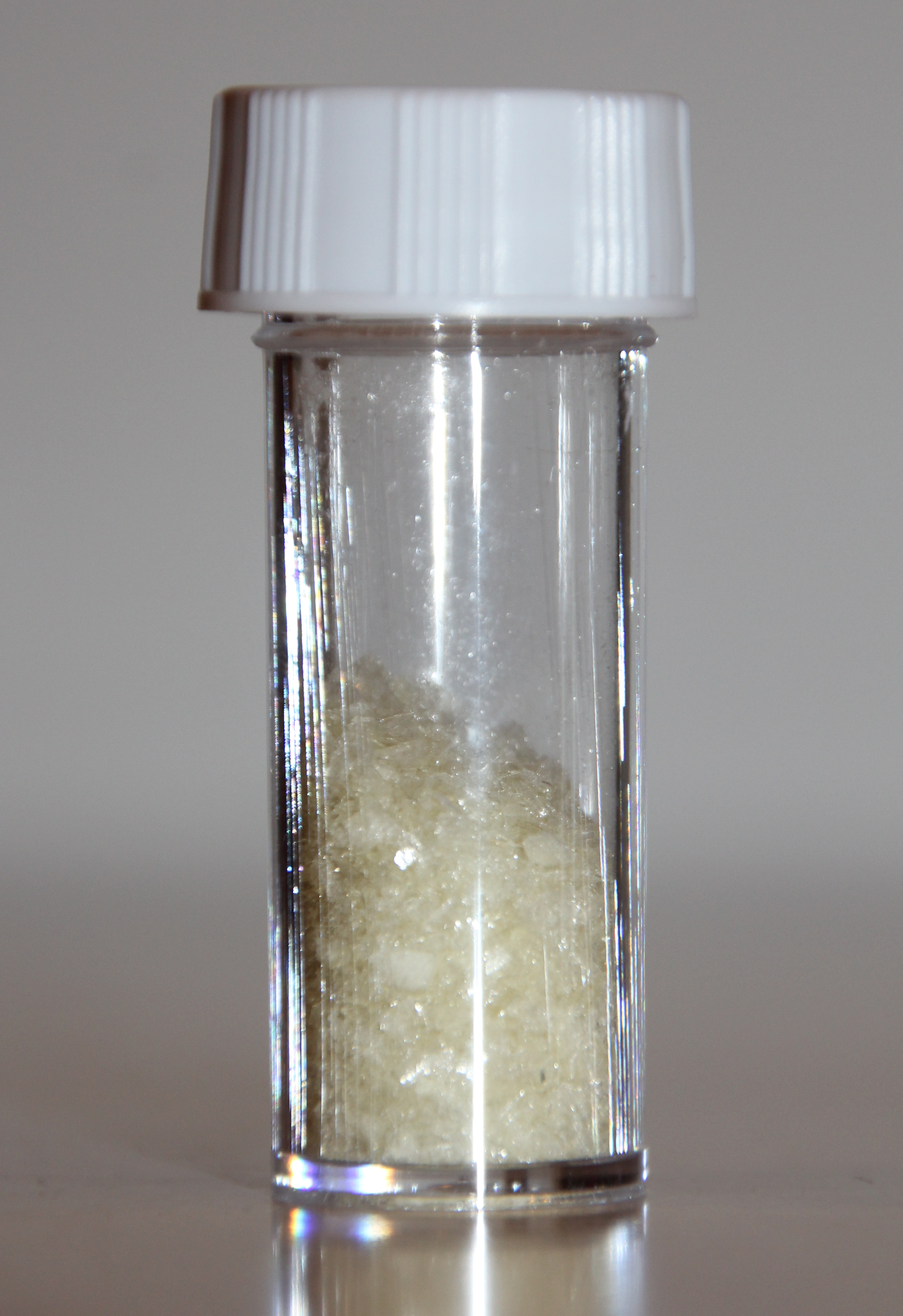
lyophilisiertes bovines Serumalbumin

Bovines Serumalbumin kommt im Rind hauptsächlich im Blutplasma vor und ist dort das am häufigsten vorkommende Protein. Es hat eine hohe Bindungskapazität sowohl für polare Stoffe wie Wasser, Ca2+, Na+, K+, als auch für weniger polare Stoffe wie Fettsäuren, Hormone, Bilirubin und verschiedene Arzneistoffe. Seine Hauptfunktion ist die Regulation des kolloidosmotischen Drucks im Blut. Daneben ist es das hauptsächliche Transportprotein für Zinkionen und bindet etwa 80 % des Zn2+ im Blutplasma. BSA besitzt eine Bindungsstelle für Cu2+ an der Position 27 und vier Bindungsstellen für Zn2+ an den Positionen 91, 123, 270 und 272. Nach der Translation durchläuft es verschiedene posttranslationale Modifikationen wie eine Proteolyse des Signalpeptids (Position 1-18), eine Proteolyse hinter zwei basischen Aminosäuren an der Position 24, Methylierungen und Phosphorylierungen. Daneben besitzt BSA Disulfidbrücken. BSA wurde als Allergen Bos d6 beschrieben und kommt in Rindfleisch und Kuhmilch vor.
Die Homologie von BSA zu humanem Serumalbumin ist auf Aminosäureebene nur 75,8 %. Der isoelektrische Punkt bei 25 °C liegt bei pH 4,7. Der pH-Wert einer einprozentigen Lösung von BSA liegt zwischen 5,2 und 7. Der isoionische Punkt  (pH-Wert von BSA ohne Ionen) liegt bei pH 5,2. Die Abmessungen sind ungefähr 140 Å × 40 Å × 40 Å, der Stokes-Radius beträgt 34,8 Å. Der Extinktionskoeffizient bei einer Wellenlänge von 279 nm beträgt 43.824 M−1cm−1. Die Extinktion A279 nm1 g/L beträgt 0,667. Der Drehwert [α]259 ist -61° und für [α]264 -63°. Der Sedimentationskoeffizient von BSA S20,W ist 4,5 × 10−13 s beim Monomer und 6,7 × 10−13 s beim Dimer. Die Diffusionskonstante D20,W beträgt 5,9 × 10−7 cm2/s. Das partielle spezifische Volumen V20 ist 0,000733 m3 kg−1. Die intrinsische Viskosität beträgt η = 4,13 cm³/g bei pH 5,13. Der helikale Anteil von BSA beträgt 54 % und der Faltblattanteil 18 %. MOPS kann die Thermostabilität von bovinem Serumalbumin in Lösungen erhöhen.
Ein Peptid des BSA der Position 165 bis 173 wurde als Neurotensin-related peptide (NRP) beschrieben und irrtümlicherweise als an der Regulation der Verdauung von Fetten, der Aufnahme von Lipiden und am Blutfluss beteiligt beschrieben.

## Verwendung
Kommerziell gereinigtes BSA wird auch als Fraktion V bezeichnet, benannt nach der Fraktion bei der Cohn-Extraktion nach Edwin J. Cohn. Es wird in Standardreihen zur Bestimmung der Proteinkonzentration verwendet, z. B. per Bradford-Test, per Lowry-Test, per Biuretreaktion und per BCA-Test. In der SDS-PAGE wird BSA als Komigrationsstandard (Größenmarker) verwendet. Bei der Polymerase-Kettenreaktion wird es zur Bindung von Inhibitoren eingesetzt. BSA wird auch bei manchen Restriktionsenzymen zugesetzt.
Beim Western Blot, beim ELISA, beim ELISpot, in der Immunhistochemie, und generell bei Immunfärbungen in Immunassays wird es als Bestandteil der Blockierungslösung eingesetzt. Dadurch werden unspezifisch proteinbindende Flächen mit BSA abgesättigt, wodurch die Adsorption von anderen teureren Proteinen (z. B. Antikörper und Immunkonjugate) an die Oberflächen der verwendeten Reaktionsgefäße oder an Blotmembranen gemindert wird. Ebenso wird BSA bei der Hybridisierung von Nukleinsäuren in der Denhardt-Lösung zur Blockierung von unspezifischen Bindungsstellen für Proteine und Nukleinsäuren verwendet, entsprechend wird es auch beim Southern Blot und Northern Blot eingesetzt. Allerdings ist es bei der Vermeidung einer Proteinadsorption weniger hilfreich als 0,2 mM Octoxinol 9 (synonym Triton X-100 und Nonidet P40), oder auch Lösungen von 3 % (m/V) Polyvinylpyrrolidon-40 mit einem milden Detergens wie beispielsweise 0,05 % (m/V) Tween 20.